# Gouvernement Diouf XI
Le gouvernement Diouf XI était en fonction sous la présidence d'Abdou Diouf, qui a dirigé le Sénégal de 1981 à 2000. Pionnier dans la coopération africaine, Diouf a joué un rôle clé dans la création de la Sénégambie et a eu une influence notable au sein de l'Organisation de l'unité africaine (OUA). Sur le plan national, ce gouvernement a dû faire face à des défis majeurs tels que des accusations de fraude électorale en 1988, qui ont entraîné des protestations violentes. Outre les tensions politiques internes, l'économie chancelante et les tensions frontalières avec la Mauritanie étaient parmi les problématiques adressées.

## Portefeuilles ministériels
| Fonction                                                                                        | Nom                           |
| ----------------------------------------------------------------------------------------------- | ----------------------------- |
| Ministre de l'Enseignement supérieur                                                            | Sakhir Thiam                  |
| Ministre de l'Éducation nationale                                                               | Ibrahima Niang                |
| Ministre de l'Équipement                                                                        | Alassane Dialy Ndiaye         |
| Ministre du Développement rural                                                                 | Cheikh Abdoul Khadre Cissokho |
| Ministre du Développement industriel et de l'Artisanat                                          | Famara Ibrahima Sagna         |
| Ministre du Commerce                                                                            | Seydina Oumar Sy              |
| Ministre de l'Hydraulique                                                                       | Samba Yéla Diop               |
| Ministre de la Santé publique                                                                   | Thérèse King                  |
| Ministre de la Jeunesse et des Sports                                                           | Abdoulaye Makhtar Diop        |
| Ministre de la Fonction publique, de l'Emploi et du Travail                                     | Moussa Ndoye                  |
| Ministre du Tourisme                                                                            | El Hadj Malick Sy             |
| Ministre de la Culture                                                                          | Moustapha Kâ                  |
| Ministre du Développement social                                                                | Ndioro Ndiaye                 |
| Ministre de l'Urbanisme et de l'Habitat                                                         | Abass Bâ                      |
| Ministre de la Protection de la nature                                                          | Cheikh Cissoko                |
| Ministre délégué auprès du président de la République chargé des Émigrés                        | Fatou Ndongo Dieng            |
| Ministre délégué auprès du président de la République chargé des Relations avec les Assemblées  | Farba Lô                      |
| Ministre délégué auprès du ministre de l'Économie et des Finances                               | Moussa Touré                  |
| Ministre délégué auprès du ministre du Développement rural chargé des Ressources animales       | Mbaye Diouf                   |
| Ministre délégué auprès du ministre du Développement rural chargé de la Protection de la nature | Moctar Kébé                   |